# Прунени (Бузау)
Прунени (рум. Pruneni) насеље је у Румунији у округу Бузау у општини Зарнешти. Oпштина се налази на надморској висини од 254 m.

## Становништво
Према подацима из 2002. године у насељу је живело 485 становника, од којих су сви румунске националности.